# Summer World University Games 2025/Teilnehmer (Sambia)
| Gelbes Symbol für Goldmedaillen mit stilisierten Olympischen Ringen | Graues Symbol für Silbermedaillen mit stilisierten Olympischen Ringen | Braundes Symbol für Bronzemedaillen mit stilisierten Olympischen Ringen |
| ------------------------------------------------------------------- | --------------------------------------------------------------------- | ----------------------------------------------------------------------- |
| —                                                                   | —                                                                     | —                                                                       |

Sambia nahm an den Summer World University Games 2025 vom 16. bis zum 27. Juli mit 18 Athleten (12 Männer und 6 Frauen) teil.

## Teilnehmer nach Sportarten

### Badminton
| Männer - Peter Poho | Frauen - Mutale Mukuka |

### Leichtathletik
| Männer - Mushota Lengwe - Peter Monga - Jonathan Musunga - Hope Zemba - Innocent Kanyala - Alberto Zemba - Jabbes Mwape | Frauen - Christine Kabwe - Chimbawali Habeene |

### Tennis
| Männer - Nakalanga Hamayangwe - Obehi Mumbi | Frauen - Nelly Magwamazi - Margaret Chewe |

### Tischtennis
| Männer - John Tembo - Chanda Muma | Frauen - Sophie Nkuwah |